# Національна академія статистики, обліку та аудиту
Національна акаде́мія стати́стики, о́бліку та ауди́ту (НАСОА) — державний вищий навчальний заклад економічного спрямування IV рівня акредитації, який належить до системи державної статистики України.
Академія готує фахівців для установ та організацій Державного комітету статистики, Міністерства фінансів, Державної податкової служби, Державного казначейства, Державної контрольно-ревізійної служби, аудиторських фірм, державних і комерційних банків та інших суб'єктів підприємницької діяльності.

## Історія
До 1992 року - Український філіал Московського міжгалузевого інституту підвищення кваліфікації працівників обліку та статистики Держкомстату СРСР, де навчались фахівці обліково-економічних спеціальностей колишнього Радянського Союзу.
З 1992 року по 2000 рік заклад змінив назву на Інститут підготовки спеціалістів статистики та ринку.
З 2000 року по 2003 рік – Інститут статистики, обліку та аудиту Держкомстату України.
Розпорядженням Кабінету Міністрів України від 24 лютого 2003 року за № 89-р – навчальний заклад був перейменований на Державну академію статистики, обліку та аудиту Держкомстату України.
Указом Президента України В. Ющенка від 13 січня 2010 року за № 18/2010 навчальний заклад отримав статус національного ВНЗ з офіційною назвою «Національна академія статистики, обліку та аудиту».
Станом на 2013 рік у виші навчались понад 15 тисяч студентів, викладали 87 докторів і близько 300 кандидатів наук.
З часів існування до 2015 року навчальний заклад очолював академік АЕН України, доктор економічних наук, професор, заслужений економіст України Пилипенко Іван Ісакович. Завдяки його зусиллям та енергії навчальний заклад здобув академічний статус і найвищий рівень акредитації.

## Діяльність
1. Створення Національного центру обліку та аудиту на початку становлення вітчизняного аудиту згідно з Розпорядженням Кабінету Міністрів України від 6 грудня 1993 року № 1042-р., на який покладено обов'язки щодо здійснення підготовки, перепідготовки і підвищення кваліфікації бухгалтерів та аудиторів, розроблення і видання методичних і навчальних посібників з обліку, аналізу, аудиту та аудиторської діяльності.
2. Ліцензування та акредитація Міністерством освіти і науки України освітньої діяльності Академії за спеціальностями: «Облік і аудит», «Економічна статистика», «Фінанси», «Економічна кібернетика», «Банківська справа», «Менеджмент зовнішньоекономічної діяльності».
3. Створення мережі філій у Білій Церкві,  Луцьку, Миколаєві, Полтаві, Рівному,  Сумах, Херсоні, Черкасах, Чернівцях, Чернігові.
4. Включення навчального закладу згідно з постановою президії ВАК України до переліку провідних установ для експертизи дисертацій за спеціальністю 08.03.01 — Статистика та 08.06.04 — Бухгалтерський облік, аналіз і аудит.
5. Створення відповідно до постанови президії ВАК України спеціалізованої Вченої ради з правом прийняття до розгляду та проведення захисту дисертацій на здобуття наукового ступеня кандидата та доктора економічних наук за спеціальностями: «Статистика», «Бухгалтерський облік, аналіз та аудит».
6. Надання права Вченій раді Академії присвоювати вчені звання професора та доцента згідно з рішенням Міністерства освіти і науки України.
7. Відкриття аспірантури за спеціальностями: Статистика; Бухгалтерський облік; Аналіз та аудит; Демографія, економіка праці, соціальна економіка та політика.
Основні напрямки діяльності Академії: підготовка бакалаврів,  магістрів, підвищення кваліфікації кадрів державної статистики, бухгалтерів, аудиторів, фахівців у галузі інформаційних технологій та державного управління.
Академія надаєможливістьотримати другу вищу освіту за спеціальностями: "Облік,аудит і оподаткування",  "Офіційна статистика", "Статистика та бізнес-аналітика".
Підготовка студентів здійснюється за денною, заочною, заочно-дистанційною та дистанційною формами навчання. Після закінчення навчання видається диплом державного зразка.
Академія має аспірантуру, яка здійснює підготовку наукових та науково-педагогічних кадрів за спеціальностями: статистика, бухгалтерський облік, аналіз і аудит, демографія, економіка праці, соціальна економіка та політика.
Рішенням Атестаційної колегії Міністерства освіти і науки України Вченій раді Академії надано право присвоювати вчені звання професора та доцента.

### Кадри
Ректор Академії - член-кореспондент НАН України, доктор наук з державного управління, професор Осауленко Олександр Григорович;
Редько Олександр Юрійович - перший проректор з науково-педагогічної роботи, доктор економічних наук, професор;
Шевчук Володимир Олександрович - проректор з науково-педагогічної та наукової роботи, доктор економічних наук, професор;
Момотюк Людмила Євгенівна - проректор з науково-педагогічної та виховної роботи, відповідальний секретар приймальної комісії, доктор економічних наук, професор;
Олександр Костянтинович Кобзар – головний інженер.
Серед професорсько-викладацького складу Академії відомі українські вчені: д.н.д.упр., чл.-корр. НАН України, проф. О.Г. Осауленко, доктори наук, професори С. С. Герасименко, В. Г. Єременко, В. А. Кадієвський, В. П. Ключніков, В. І. Лишиленко, Ф. В. Моцний, І. Ф. Надольний, Н. О. Парфенцева, I. I. Пилипенко, О. П. Сологуб, В. О. Шевчук, М.Д. Корінько, Н.М. Малюга, Л.Є. Момотюк, М.Т. Теловата, В.В. Попова, Т.Г. Бондарук, О.Ю. Редько, В.М. Пархоменко, В.П. Пантелеев та ін.
Крім того, до навчального процесу залучаються провідні вчені, спеціалісти міністерств і відомств, аудиторських фірм, банків України. Викладачі Академії є авторами багатьох монографій, навчальних посібників, підручників, наукових розробок.
У складі Академії діє Національний центр обліку та аудиту. Він здійснює підготовку, перепідготовку і підвищення кваліфікації бухгалтерів та аудиторів, написання і видання навчальних посібників з обліку, аналізу, аудиторської діяльності. Національний центр обліку та аудиту — єдина в Україні структура, яка готує аудиторів для сертифікації в Аудиторській палаті України.
Державна академія статистики, обліку та аудиту сприяє формуванню в Україні нової генерації висококваліфікованих спеціалістів. Мета освітньої діяльності Академії — розвивати у молоді здібності до економічного мислення, аналітики та проектування, особисті якості організатора, лідера, що в сукупності забезпечують професійний успіх молодих економістів.

### Статус
Академія має ліцензії Міністерства освіти і науки України: (серія ВРД-III, № 119791; серія ВПД-II, № 110136; серія ВПД-II, № 110222; серія ВПД-II, № 110223; серія АА № 109633; серія АА № 521431 від 10.06.2003 р.)
Академія має акредитаційні сертифікати Міністерства освіти України серії НД-III № 115051 та № 115851, НД-II № 115986.

### Ліцензія
Ліцензія МОН України 
- Серія ліцензії: АЕ.
- Номер ліцензії: № 527454.
- Дата видачі: 5 листопада 2014 року

Ліцензія на підготовку іноземних студентів

## Структура Академії

### Факультети
- Відділення заочного та дистанційного навчання
- Економіко-статистичний факультет
  - Кафедра економічної кібернетики
  - Кафедра інформаційних систем і технологій
  - Кафедра менеджменту зовнішньоекономічної діяльності
  - Кафедра прикладної математики
  - Кафедра статистики
- Факультет обліку та аудиту
  - Кафедра аудиту
  - Кафедра бухгалтерського обліку
  - Кафедра теорії бухгалтерського обліку
  - Кафедра фізичного виховання
  - Кафедра філософії та соціально-гуманітарних дисциплін
- Фінансовий факультет
  - Кафедра економіки підприємств
  - Кафедра сучасних європейських мов
  - Кафедра фінансів
  - Кафедра фундаментальних економічних дисциплін

Для абітурієнтів Академії діють безкоштовні підготовчі курси, випускники яких зараховуються до навчального закладу поза конкурсом, за результатами іспитів.

### Підрозділи Академії
- Бібліотека
- Бухгалтерія
- Відділ адміністративно-господарського забезпечення
- Відділ докторантури та аспірантури
- Відділ кадрів
- Відділ по роботі з відокремленими структурними підрозділами
- Відділ профорієнтаційної роботи
- Канцелярія
- Лабораторія дистанційного навчання
- Навчально-методичний відділ
- Науково-дослідний центр
- Національний Центр Обліку та Аудиту (здійснює підготовку фахівці для отримання сертифікатів аудитора,а також перепідготовку і підвищення кваліфікації аудитори з усієї України)
- Планово-економічний відділ
- Редакційно-видавничій відділ
- Центр впровадження новітніх інформаційних технологій
- Юридичний відділ

### Коледжі Національної академії статистики, обліку та аудиту
- Білоцерківський коледж фінансів, обліку та аудиту
- Кіровоградський коледж статистики
- Чернігівський економічний коледж
- Рівненський економічний коледж  (на виконання наказу Національної  академії статистики, обліку  та  аудиту від 29.03.2016 року №29  Рівненський економічний  коледж  припинив свою  діяльність з 30 травня 2016 року шляхом ліквідації).
- Коледж бізнесу та аналітики Національної академії статистики, обліку та аудиту (колишній Дрогобицький коледж статистики) — заклад державної форми власності ІІ рівня акредитації у системі державної статистики України. Відокремлений структурний підрозділ Національної академії статистики, обліку та аудиту, який готує майбутніх фахівців за такими спеціальностями: 051 «Економіка», 071 «Облік і оподаткування», 072 «Фінанси, банківська справа та страхування», 075 «Маркетинг», 076 «Підприємництво, торгівля та біржова діяльність». Історія коледжу розпочинається з 1946 року, коли у місті Дрогобичі було засновано бухгалтерську школу, яка протягом кількох десятиліть готувала фахівців з економіки та пройшла кілька етапів реорганізації. У 1992 році Дрогобицьку бухгалтерську школу, яка підпорядковувалась Львівській бухгалтерській школі, було реорганізовано у Дрогобицький навчальний центр. У 1998 році навчальний заклад здобув статус технікуму у відповідності з наказом Державного комітету статистики України № 75 від 17.02.1998 року. У листопаді 2005 року на базі технікуму статистики Держкомстату України був створений Дрогобицький коледж статистики Державної академії статистики, обліку та аудиту Держкомстату України (Дрогобич, вул. Маркіяна Шашкевича, 28) . Дрогобицький коледж статистики як державний вищий навчальний заклад І рівня акредитації був відокремленим структурним підрозділом Національної академії статистики, обліку та аудиту. З квітня 2017 року Дрогобицький коледж статистики змінив своє місцезнаходження, переїхавши до міста Києва, за адресою: вул. Підгірна, 1. Також було змінено назву з Дрогобицького коледжу статистики на Коледж бізнесу та аналітики (Наказ від 04.04.2017р. №41). В Коледжі працює одне економічне відділення та 5 циклових комісій.

### Наука
- Аспірантура та докторантура
- Спеціалізована вчена рада
- Науково-дослідний центр
- Наукові видання
- Всеукраїнська олімпіада
- Молодіжний рух «Young Generation»
- Студентське економічне товариство «Golden Capital»

#### Співпраця з професійними організаціями
Національний центр обліку та аудиту при Національній академії статистики, обліку та аудиту активно спіпрацює з Всеукраїнською громадською організацією "Гільдія професійних внутрішніх аудиторів України".

## Періодичні фахові видання Академії
Академія разом з Держстатом України, НДІ статистичних досліджень, НАДУ при Президентові України є співзасновником міжнародного журналу «Статистика України», який з 1998 року щоквартально виходить у світ.
Крім того,  випускає:
- щоквартальний «Науковий вісник Національної академії статистики, обліку та аудиту»
- збірник наукових праць «Прикладна статистика проблеми теорії та практики»
- збірник наукових праць «Бухгалтерський облік, аналіз та аудит: проблеми теорії, методології, організації».